# Гай Викрий Руф
Гай Викрий Руф (на латински: Gaius Vicrius Rufus) е политик и сенатор на Римската империя през 2 век.
През 145 г. той е суфектконсул заедно с Луций Петроний Сабин. Вероятно е брат на Публий Викрий, който е също суфектконсул през 145 г.